# Matilda
«Matilda» это песня английской альтернативной инди-группы alt-J с их дебютного студийного альбома An Awesome Wave, который они презентовали в сети 10 января 2012 года, сингл был выпущен сплитом вместе с «Fitzpleasure» 24 февраля и синглы были доступны для цифровой загрузки и на 10' виниле. Композиция была написана участниками группы и спродюсировна Чарли Эндрю, песня — это своеобразный трибьют героине Матильде, из фильма 1994 года Леон, которую сыграла Натали Портман. Немного спустя группа выпустила композицию под названием «Leon», которая, в свою очередь, была трибьютом главному персонажу этого фильма.

## Track listing
Digital download
1. Matilda — 3:48

10" single
1. Matilda — 3:48
2. Fitzpleasure — 3:39

7" single
1. Matilda — 3:48
2. Matilda (Johnson Somerset Radio Mix)

Digital iTunes EP
1. Matilda — 3:48
2. Fitzpleasure — 3:39
3. Matilda (Remix) — 3:49
4. Fitzpleasure (bretonLABS Ghost Remix) — 4:23

## Чарты
| Чарт (2012)                          | Пиковая позиция |
| ------------------------------------ | --------------- |
| Belgium (Ultratop)                   | 109             |
| France Singles                       | 6               |
| UK Singles (Official Charts Company) | 95              |
| Великобритания (OCC UK Indie)        | 7               |